# Systema mycologicum

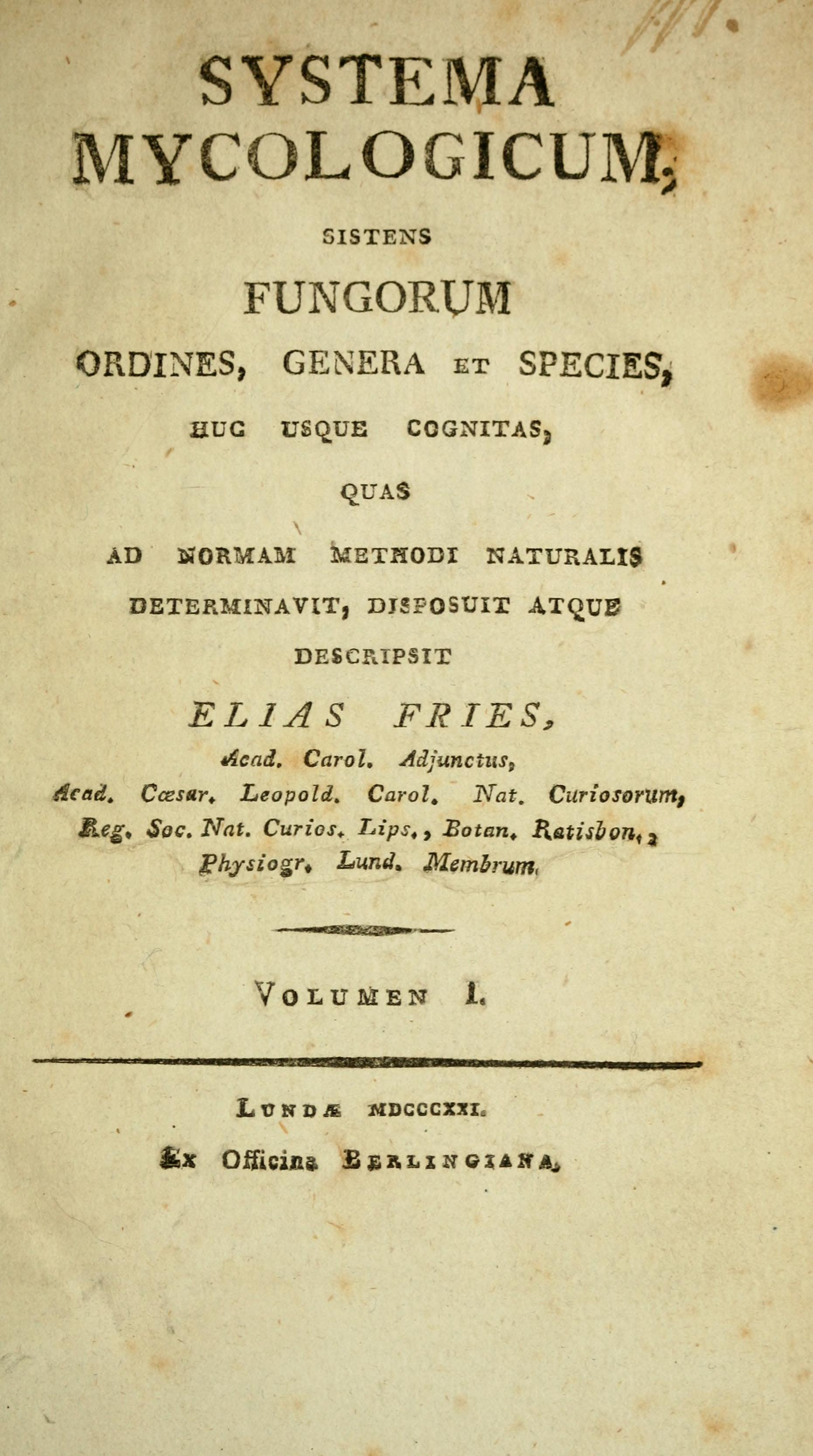
Titelpagina deel I

Systema Mycologicum (volledige titel: Systema mycologicum: sistens fungorum ordines, genera et species, huc usque cognitas, quas ad normam methodi naturalis determinavit) is een driedelig werk waarin Zweedse mycoloog en botanicus Elias Magnus Fries schimmels classificeerde op basis van hun morfologische kenmerken; de structuur van de sporen, hun oppervlak en kleur, en de details van de structuur van het vruchtlichaam (kleur en structuur van het hoedoppervlak, type hymenofoor, structuur van de lamellen, steel, ring, enz. Het was een pionierswerk waarin hij, in navolging van Carl Linnaeus, de basis legde voor een taxonomie van schimmels. Het werd gemaakt in de jaren 1821-1832. Het bestaat uit drie delen met in totaal 1.866 pagina's. Het werk beschrijft in totaal meer dan 3000 soorten.
Het werk is gedigitaliseerd door de New York Botanical Garden en is online beschikbaar in de vorm van een scan.